# Kozja Luka
Kozja Luka (cyr. Козја Лука) – wieś w Bośni i Hercegowinie, w Republice Serbskiej, w gminie Foča. W 2013 roku liczyła 43 mieszkańców.